# دیوید هابز (راننده مسابقه)
دیوید ویشرت هابز (انگلیسی: David Wishart Hobbs؛ زادهٔ ۹ ژوئن ۱۹۳۹ در رویال لیمینگتون اسپا، واریک‌شر) رانندهٔ سابق مسابقات اتومبیل‌رانی اهل بریتانیا است که از فصل ۱۹۶۷ تا ۱۹۶۸، و دوباره در فصل‌های ۱۹۷۱ و ۱۹۷۴ در مجموع در هفت گراند پری از مسابقات جهانی فرمول یک شرکت کرد، اما موفق به کسب هیچ امتیازی نشد.